# 内格罗河 (巴拉那州)
内格罗河是巴西巴拉那州的一个市镇。总面积604.63平方公里，总人口30985人，人口密度51.2人/平方公里。